# اتفاقية الرق 1926
اتفاقية الرق 1926 أو المعروفة أيضا باسم اتفاقية لقمع تجارة الرقيق هي معاهدة دولية تم إنشاؤها تحت رعاية عصبة الأمم وقعت في 25 سبتمبر 1926. لأول مرة سجلت في عصبة الأمم سلسلة معاهدات في 9 مارس 1927 وفي نفس اليوم دخلت حيز التنفيذ. كان الهدف من الاتفاقية التأكيد ودفع قمع الرق وتجارة الرقيق.